# Gammarus insensibilis
Gammarus insensibilis is een vlokreeftensoort uit de familie van de Gammaridae. De wetenschappelijke naam van de soort is voor het eerst geldig gepubliceerd in 1966 door Stock.
De ongeveer 19 mm grote G. insensibilis, wordt aangetroffen in beschut ondiep brak water. De bodemsamenstelling kan zeer gevarieerd zijn van modder tot grindachtig zand. Aan laatstgenoemde habitat dankt het dier zijn Engelse naam 'Lagoon sand shrimp'.
G. insensibilis komt voor langs de zuidelijke Europese kusten van de Middellandse Zee en de Zwarte zee. Langs de Atlantische kust komt het in noordelijke richting voor tot aan de kusten van Het Kanaal. Langs de zuidelijke kusten kan het voorkomen tot een diepte van 15 m. Langs de noordelijke kusten is de verspreiding begrensd tot de ondiepe kustwateren met een diepte van maximaal 2-3m.
De vlokreeft lijkt geassocieerd te zijn met de alg Chaetomorpha linum, die grote drijvende  matten kan vormen.